# Gouvernement Nord-Libanon
Nord-Libanon (arabisch الشمال asch-Schamal, DMG aš-Šamāl, französisch Liban-Nord) ist eines der inzwischen acht Gouvernements des Libanon. Der Verwaltungssitz ist Tripoli. Das Gouvernement hat eine Fläche von 2024,8 Quadratkilometern mit 768.709 Einwohnern 2004, von denen rund 44 Prozent Christen sind.

## Distrikte
| Distrikt         | Hauptort                |
| ---------------- | ----------------------- |
| Tripoli          | Tripoli                 |
| Akkar1           | Halba                   |
| Zgharta          | Zgharta/Ehden           |
| Bischarri        | Bischarri               |
| Batrun           | Batrun                  |
| Koura            | Amioun                  |
| Miniyeh-Danniyeh | Miniyeh/Sir al-Danniyeh |

Anmerkung 1: der Distrikt Akkar bildet seit 2014 das eigenständige Gouvernement Akkar.